# Haverskerque British Cemetery
Haverskerque British Cemetery is een Britse militaire begraafplaats met gesneuvelden uit beide wereldoorlogen, gelegen in de Franse gemeente Haverskerke in het Noorderdepartement. Ze ligt een kilometer ten oosten van het centrum van Haverskerke, tussen het dorp en het gehucht Le Corbie. Het terrein heeft een oppervlakte van 403 m², met centraal achteraan het Cross of Sacrifice. De begraafplaats wordt onderhouden door de Commonwealth War Graves Commission.
Er worden 140 doden herdacht, waarvan 90 uit de Eerste Wereldoorlog en 50 uit de Tweede Wereldoorlog.

## Geschiedenis
Het dorp bleef tijdens de oorlog in Britse handen, maar bij het Duitse lenteoffensief in het voorjaar van 1918 kwam het front dichterbij. Twee veldhospitalen startten de begraafplaats in maart 1918 en daarna bleven gevechtseenheden hun doden hier begraven. Na de oorlog werden nog een aantal verspreide graven uit de omgeving hier bijgezet en twee Portugese graven werden ontruimd. Voor 13 Britten werden Special Memorials opgericht omdat hun graven niet meer teruggevonden werden.  
Er liggen 89 Britten (waaronder 4 niet geïdentificeerde) en 1 Duitser uit de Eerste Wereldoorlog begraven.
Er liggen 48 Britten (waaronder 23 niet geïdentificeerde) en 2 Nieuw-Zeelanders uit de Tweede Wereldoorlog begraven. Hierbij zijn 7 bemanningsleden van een Avro Lancaster III bommenwerper die op 31 juli 1944 tijdens een missie voor het bombarderen van een V1-basis werd neergeschoten.

## Onderscheiden militairen
- Gordon Bluett Winch, majoor bij de Royal Field Artillery werd onderscheiden met de Distinguished Service Order (DSO).
- Herbert Berkeley Harrison, luitenant-kolonel bij de Royal Welch Fusiliers; John Alexander Mackenzie, kapitein bij het Royal Army Medical Corps; Maurice Arthur Ward, kapitein bij de Lancashire Fusiliers en John Edmund Malone Watson, kapelaan bij het Army Chaplains' Department werden onderscheiden met het Military Cross (MC).
- Arnold Busk Lancaster, onderluitenant bij het Machine Gun Corps (Infantry) en Sidney George Little, sergeant bij het Gloucestershire Regiment werden onderscheiden met de Military Medal (MM).